# Непряхино (Челябинская область)
Непря́хино — село в Чебаркульском районе Челябинской области. Административный центр Непряхинского сельского поселения. Находится на северо-восточном берегу озера Большой Сунукуль.

## История
История села ведет свой отчет с 1779 года, став одной из первых деревень, входящей в ведомство Чебаркульской крепости. Названо село в честь первопоселенца — Непряхина. 
С середины XIX века в Непряхино обнаружено месторождения рудного золота. В связи с этим в 1871 году в Непряхино построена первая фабрика для обработки золотых руд. В 1904 году, на территории села, запущен химический завод по извлечению золота методом цианизации. После революции предприятия по добычи и переработки золота были закрыты. В настоящее время село является административным центром Непряхинского сельского поселения, входящего в свою очередь в Чебаркульский район.

## Население
| 2002 | 2010 |
| ---- | ---- |
| 517  | ↗655 |

По данным Всероссийской переписи, в 2010 году численность населения села составляла 655 человек (336 мужчин и 319 женщин).

## Инфраструктура
В селе функционируют начальная и средняя общеобразовательные школы и отделение связи.

## Улицы
Уличная сеть села состоит из 32 улиц.